# 조종면
조종면(朝宗面)은 대한민국 경기도 가평군의 면이다.

## 개요
조종면은 운악산의 빼어난 산수와 조종천이 휘감아 흐른다.
조종면은 상면과 함께 조종현이라는 독립된 현으로 삼국 시대는 백제의 영역이었다. 이후 1396년에 가평현에 편입되어 조종면이 되었다. 동국여지승람에 따르면 고구려 때는 '심천' 또는 '복사매'라고 불렀으며, 신라 때는 준천이었으며, 고려 현종 때에 이르러 조종현이라는 이름이 붙여졌다.
1895년에 조종면이 하면과 상면으로 나뉘어 하면이 되었다. 하면은 상면보다 북쪽에 있는데 상면보다 서울에서 멀기 때문에 하면으로 이름 붙여졌다.
2015년 12월 16일 면의 이름이 하면에서 조종면으로 개칭되었으며, 이와 함께 하판리가 운악리로 개칭되었다.

## 행정 구역
- 대보리 大報里
- 마일리 馬日里
- 상판리 上板里
- 신상리 新上里
- 신하리 新下里
- 운악리 雲岳里
- 현리 縣里